# 布鲁尼奥齐纽
布鲁尼奥齐纽是葡萄牙布拉干萨区的一个堂区。总面积15.74平方公里，总人口138人，人口密度8.8人/平方公里。